# اندریا دوشوف
اندریا دوشوف (بلغاری: Андриан Павлов Душев؛  – ) قایقران کایاک، و قایقران کانو اهل بلغارستان بود.
وی در مسابقات کشوری و بین‌المللی در مجموع برندهٔ ۱ مدال نقره، ۴ مدال برنز شده‌است.